# مدير الاستخبارات المركزية
مدير الاستخبارات المركزية هو منصب خاص برئيس وكالة المخابرات المركزية الأمريكية من عام 1964 إلى عام 2005، إذ يعمل بموجبه مستشارًا رئيسيًا للمخابرات لدى رئيس الولايات المتحدة ومجلس الأمن القومي للولايات المتحدة، فضلًا عن كونه منسقًا للأنشطة الاستخباراتية بين مختلف وكالات الاستخبارات الأمريكية وفيما بينها (المعروفة مجتمعة باسم مجتمع المعلومات الاستخباراتية منذ عام 1981 فصاعدًا).
وكان هذا المنصب موجودًا في الفترة من يناير 1946 إلى أبريل 2005. وبعد صدور قانون إصلاح الاستخبارات ومنع الإرهاب، حل محله مدير المخابرات الوطنية.

## خلفية تاريخية
استحدث هذا المنصب الرئيس هاري ترومان في 23 يناير 1946، وكان العميد البحري سيدني سوينز أول من يتقلده، وتلاه الجنرال هويت فاندنبرغ الذي شغل المنصب في الفترة من يونيو 1946 إلى مايو 1947. أدار مدير الاستخبارات المركزية مجموعة المخابرات المركزية، وهي وكالة الاستخبارات المركزية كما كانت تعرف بالسابق. وبالتالي، فإن منصب مدير الاستخبارات المركزية يسبق إنشاء وكالة الاستخبارات المركزية. أنشئت وكالة الاستخبارات المركزية بموجب قانون الأمن القومي لعام 1947 الذي حدد مهام مدير الاستخبارات المركزية بشكل رسمي. أنشأ قانون عام 1947 هذا أيضًا مجلس الأمن الوطني.
وحتى أبريل 2005، كان يشار إلى المنصب بشكل عامي بـ «مدير وكالة الاستخبارات المركزية»، بالرغم من كونه رئيسًا لكل من وكالة الاستخبارات المركزية ومجتمع الاستخبارات الأوسع. وبعد هجمات الحادي عشر من سبتمبر 2001 الإرهابية التي تعرضت لها الولايات المتحدة والتحقيق الذي أجرته لجنة الحادي عشر من سبتمبر لاحقًا، تنامت حركةٌ لإعادة تنظيم مجتمع الاستخبارات. وقد دفعت تلك الحركة إلى إقرار قانون إصلاح الاستخبارات ومنع الإرهاب في ديسمبر 2004، والذي قسم مهام منصب مدير الاستخبارات المركزية بين مكتبين جديدين. وسيعمل مكتب مدير الاستخبارات الوطنية بوصفه رئيسًا لمجتمع المعلومات الاستخباراتية ويقدم المشورة إلى مجلس الأمن الوطني بشأن المسائل الاستخباراتية.
وقد دخلت عملية إعادة التنظيم حيز التنفيذ في 21 أبريل 2005. الرئيس التاسع عشر والأخير الذي تقلد هذا المنصب هو بورتر جوس، وأصبح جوس في ما بعد أول مدير لوكالة الاستخبارات المركزية، بينما أصبح جون نيجروبونتى أول مدير لوكالة المخابرات المركزية الوطنية.

## قائمة مدراء الاستخبارات المركزية
Status
| الاسم                                                                                    | الاسم                             | الفترة                            | في عهد الرئيس  |
| ---------------------------------------------------------------------------------------- | --------------------------------- | --------------------------------- | -------------- |
| سبق هذا المنصب إنشاء وكالة المخابرات المركزية عام 1947.                                  |                                   |                                   |                |
|                                                                                          | RADM Sidney W. Souers، البحرية    | يناير 23, 1946 – يونيو 10, 1946   | هاري ترومان    |
|                                                                                          | LTG Hoyt S. Vandenberg، USAF      | يونيو 10, 1946 – مايو 1, 1947     | هاري ترومان    |
|                                                                                          | RADM Roscoe H. Hillenkoetter، USN | مايو 1, 1947 – اكتوبر 7, 1950     | هاري ترومان    |
|                                                                                          | GEN Walter B. Smith، USA          | اكتوبر 7, 1950 – فبراير 9, 1953   | هاري ترومان    |
| دوايت أيزنهاور                                                                           | GEN Walter B. Smith، USA          | اكتوبر 7, 1950 – فبراير 9, 1953   |                |
|                                                                                          | Allen W. Dulles                   | فبراير 9, 1953 – فبراير 26, 1953  |                |
|                                                                                          | Allen W. Dulles                   | فبراير 26, 1953 – نوفمبر 29, 1961 |                |
| جون كينيدي                                                                               | Allen W. Dulles                   | فبراير 26, 1953 – نوفمبر 29, 1961 |                |
|                                                                                          | جون أ. ماكون                      | نوفمبر 29, 1961 – ابريل 28, 1965  |                |
| ليندون جونسون                                                                            | جون أ. ماكون                      | نوفمبر 29, 1961 – ابريل 28, 1965  |                |
|                                                                                          | VADM William F. Raborn، البحرية*  | ابريل 28, 1965 – يونيو 30, 1966   |                |
|                                                                                          | Richard M. Helms                  | يونيو 30, 1966 – فبراير 2, 1973   | ريتشارد نيكسون |
|                                                                                          | جيمس شليسنجر                      | فبراير 2, 1973 – يوليو 2, 1973    | ريتشارد نيكسون |
|                                                                                          | Lt. Gen. فيرنون والترز، US Army   | يوليو 2, 1973 – سبتمبر 4, 1973    | ريتشارد نيكسون |
|                                                                                          | William E. Colby                  | سبتمبر 4, 1973 – يناير 30, 1976   | ريتشارد نيكسون |
| جيرالد فورد                                                                              | William E. Colby                  | سبتمبر 4, 1973 – يناير 30, 1976   |                |
|                                                                                          | جورج بوش الأب                     | يناير 30, 1976 – يناير 20, 1977   |                |
|                                                                                          | E. Henry Knoche                   | يناير 20, 1977 – مارس 9, 1977     |                |
| جيمي كارتر                                                                               | E. Henry Knoche                   | يناير 20, 1977 – مارس 9, 1977     |                |
|                                                                                          | ADM ستانسفيلد تورنر، USN          | مارس 9, 1977 – يناير 20, 1981     |                |
|                                                                                          | وليام جي كاسي                     | يناير 28, 1981 – يناير 29, 1987   | رونالد ريغان   |
|                                                                                          | Robert M. Gates                   | ديسمبر 18, 1986 – مايو 26, 1987   | رونالد ريغان   |
|                                                                                          | وليام هيدجكوك وبستر               | مايو 26, 1987 – August 31, 1991   | رونالد ريغان   |
| جورج بوش الأب                                                                            | وليام هيدجكوك وبستر               | مايو 26, 1987 – August 31, 1991   |                |
|                                                                                          | Richard J. Kerr                   | سبتمبر 1, 1991 – نوفمبر 6, 1991   |                |
|                                                                                          | Robert M. Gates                   | نوفمبر 6, 1991 – يناير 20, 1993   |                |
|                                                                                          | ADM William O. Studeman، USN      | يناير 21, 1993 – فبراير 5, 1993   | بيل كلينتون    |
|                                                                                          | R. James Woolsey                  | فبراير 5, 1993 – يناير 10, 1995   | بيل كلينتون    |
|                                                                                          | ADM William O. Studeman, USN      | يناير 11, 1995 – مايو 9, 1995     | بيل كلينتون    |
|                                                                                          | جون دويتش                         | مايو 10, 1995 – ديسمبر 15, 1996   | بيل كلينتون    |
|                                                                                          | George J. Tenet                   | ديسمبر 16, 1996 – يوليو 11, 1997  | بيل كلينتون    |
|                                                                                          | George J. Tenet                   | يوليو 11, 1997 – يوليو 11, 2004   | بيل كلينتون    |
| جورج بوش الابن                                                                           | George J. Tenet                   | يوليو 11, 1997 – يوليو 11, 2004   |                |
|                                                                                          | جون إي. ماكلولين                  | يوليو 12, 2004 – سبتمبر 24, 2004  |                |
|                                                                                          | Porter J. Goss                    | سبتمبر 24, 2004 – ابريل 21, 2005  |                |
| "مدير المخابرات المركزية "حل محله مدير وكالة المخابرات المركزية ومدير المخابرات الوطنية. |                                   |                                   |                |
| * تقاعد من البحرية قبل أن يطلق عليه اسم DCI.                                             |                                   |                                   |                |

## مديرون سابقون أحياء للاستخبارات المركزية
في سبتمبر 2019 كان هناك ستة مديرين سابقين أحياء للاستخبارات المركزية (ما يزال كل المديرين العاملين منذ عام 1987 على قيد الحياة)، وأقدم هؤلاء المديرين هو وليام وبستر (خدم في الفترة 1987-1991، وولد في عام 1924). وآخر مدير توفي هو جورج بوش الأب (خدم في الفترة 1976-1977، وولد عام 1924)، حيث مات في 30 نوفمبر 2018.

### روسكو هيلينكويتر، 1947-1950
العميد البحري روسكو هيلينكويتر هو المدير الثالث للاستخبارات المركزية، لكنه كان أول من شغل منصب مدير وكالة الاستخبارات المركزية. في 18 يونيو 1948 (NSC 10/2) منحت وكالة الاستخبارات المركزية سلطة القيام بعمليات سرية «ضد دول أو مجموعات أجنبية معادية أو لدعم دول أو مجموعات أجنبية صديقة، ولكن تم التخطيط لها وتنفيذها بحيث لا تكون مسؤولية أي حكومة أمريكية عن هذه الدول أو الجماعات واضحة»، غير أن تلك العمليات كانت في البداية من جانب وكالات أخرى مثل مكتب تنسيق السياسات.

### والتر بيدل سميث، 1950-1953
خلال السنوات الأولى من وجودها، لم تمارس فروع أخرى للحكومة الفيدرالية الأمريكية الكثير من الرقابة على وكالة الاستخبارات المركزية. وكان من المفترض أن تكون هذه العملية مبررة برغبة في مضاهاة وهزيمة الأفعال السوفييتية في مختلف أنحاء نصف الكرة الشرقي، فقد تولت مهمة كان العديد يعتقد أنها لن تتحقق إلا من خلال نهج أشبه بوكالات الاستخبارات السوفييتية، وتتحمل هذه المنظمات السوفييتية أيضًا مسؤوليات داخلية محلية.

### آلين دولس، 1953-1961
كان التوسع السريع لوكالة الاستخبارات المركزية، والشعور بالاستقلالية تحت قيادة مدير الاستخبارات المركزية آلين دولس من الأسباب التي أدت إلى تفاقم مشكلة حرية مجتمع الاستخبارات في الولايات المتحدة من المراجعة والمحاسبة المستقلة. وبعد الهبوط المسلح للمنفيين الكوبيين في غزو خليج الخنازير لكوبا في عام 1961، خرج الرئيس كينيدي وأقال دولس واستبدله. كان دولس من المحاربين القدامى في الحرب العالمية الثانية.

### جون ماكوني، 1961-1965
مارس الرئيس جون كينيدي الإشراف والرقابة بقدر أعظم، وعين جمهوريًا بخلفية هندسية عامة وهو جون ماكوني. يعد ماكوني، على الرغم من عدم وجود خلفية لديه حول وكالة الاستخبارات، واحدًا من أكفأ مراكز القيادة، ويوصف بأنه مدير ممتاز. عززت الوكالة نشاطها في جنوب شرق آسيا برئاسة ليندون جونسون. استقال ماكوني من منصبه كمدير للاستخبارات المركزية في أبريل 1965، مبررًا ذلك بأن الرئيس جونسون لم يعطه قدرًا كافيًا من الاهتمام. وذكرت مذكرة ماكون الأخيرة حول السياسة إلى جونسون أن توسيع الحرب في فيتنام سيثير استياءً وطنيًا وعالميًا بشأن الحرب قبل أن تهزم النظام الفيتنامي الشمالي.

### ويليام رابورن 1965-1966
حظي رابورن، وهو ضابط بحري متميز كان مسؤولًا عن توجيه تصميم وتطوير نظام الصواريخ الباليستية بالكامل، بفترة رئاسية قصيرة وغير سعيدة إلى حد ما في هذا المنصب. ولم تشتمل خلفيته على أية خبرة في العلاقات الخارجية، فضلًا عن الخبرة الاستخباراتية في ما يتعلق بالعمليات البحرية فقط. استقال رابورن في النهاية من منصب مدير المخابرات المركزية في 30 يونيو 1966، بعد أن خدم أربعة عشر شهرًا فقط، وحل محله نائبه ريتشارد هيلمز.

### ريتشارد هيلمز، 1966-1973
كان هيلمز من المحاربين القدامى في الحرب العالمية، وكان أول مدير للمخابرات المركزية يصعد من خلال الترقيات والرتب في وكالة الاستخبارات المركزية. وقد أصبح هيلمز مدير الوكالة بعد الدور الكارثي الذي قامت به وكالة الاستخبارات المركزية في محاولة غزو خليج الخنازير لكوبا في عام 1961. تولى هيلمز منصب نائب مدير المخابرات المركزية تحت قيادة العميد البحري ويليام رابورن. بعد عام، وتحديدًا في 1966، عُيّن كمدير لها.
وفي أوائل سبعينيات القرن العشرين، وكنتيجة لفضيحة ووترغيت في عهد الرئيس ريتشارد نيكسون، اضطلع كونغرس الولايات المتحدة بدور أكثر نشاطًا في وكالات الاستخبارات، وكذلك اللجان المستقلة مثل لجنة رئيس الولايات المتحدة لعام 1975 المعنية بأنشطة وكالة الاستخبارات المركزية في الولايات المتحدة، والتي تسمى أيضًا لجنة روكفلر. كان الكشف عن أنشطة وكالة الاستخبارات المركزية في الماضي، مثل الاغتيالات ومحاولة اغتيال زعماء أجانب والتجسس الداخلي غير القانوني على المواطنين الأميركيين، سببًا في فرض قدر كبير من الرقابة من جانب الكونغرس لم يُمارس من قبل.